# Limes de Germanie
Le Limes de Germanie supérieure et de Rhétie matérialisait la frontière extérieure de l'Empire romain sur une longueur de 550 km entre le Rhin à Rheinbrohl et le Danube à Ratisbone. Il est classé au patrimoine mondial de l'UNESCO depuis 2005. Cette fortification devait protéger l'empire entre la fin du premier et le milieu du troisième siècle de notre ère. C'était un mur essentiellement constitué de palissades, de fossés et de tours de guet, accompagné d'une infrastructure de forts, de bâtiments et de diverses routes à travers les forêts de cette région. Après les graves assauts répétés des Germains autour de l'an 260, les Romains ont finalement renoncé à ce territoire et se sont rétractés sur les rives gauche du Rhin et droite du Danube, car les fleuves constituaient une frontière plus facile à défendre.
La raison d’être du limes a fini par être oubliée avec le temps : de là les vieilles appellations populaires de mur du diable et Pfahlgraben (fossé de palissades) en allemand.
Le limes de Germanie inférieure correspondait à la frontière entre la province romaine de Germanie inférieure et le territoire de Germanie (Germania magna), qui était occupé par les peuples germaniques. Il séparait les parties à gauche du Rhin y compris les actuels Pays-Bas (qui faisaient partie de l'Empire romain) des territoires à droite du Rhin, qui n'étaient alors que partiellement contrôlés par les Romains. Le limes de Germanie inférieure ne comprenait pas de mur, car il était formé par le fleuve. Il est classé au patrimoine de l'UNESCO en 2021.

## Tracé

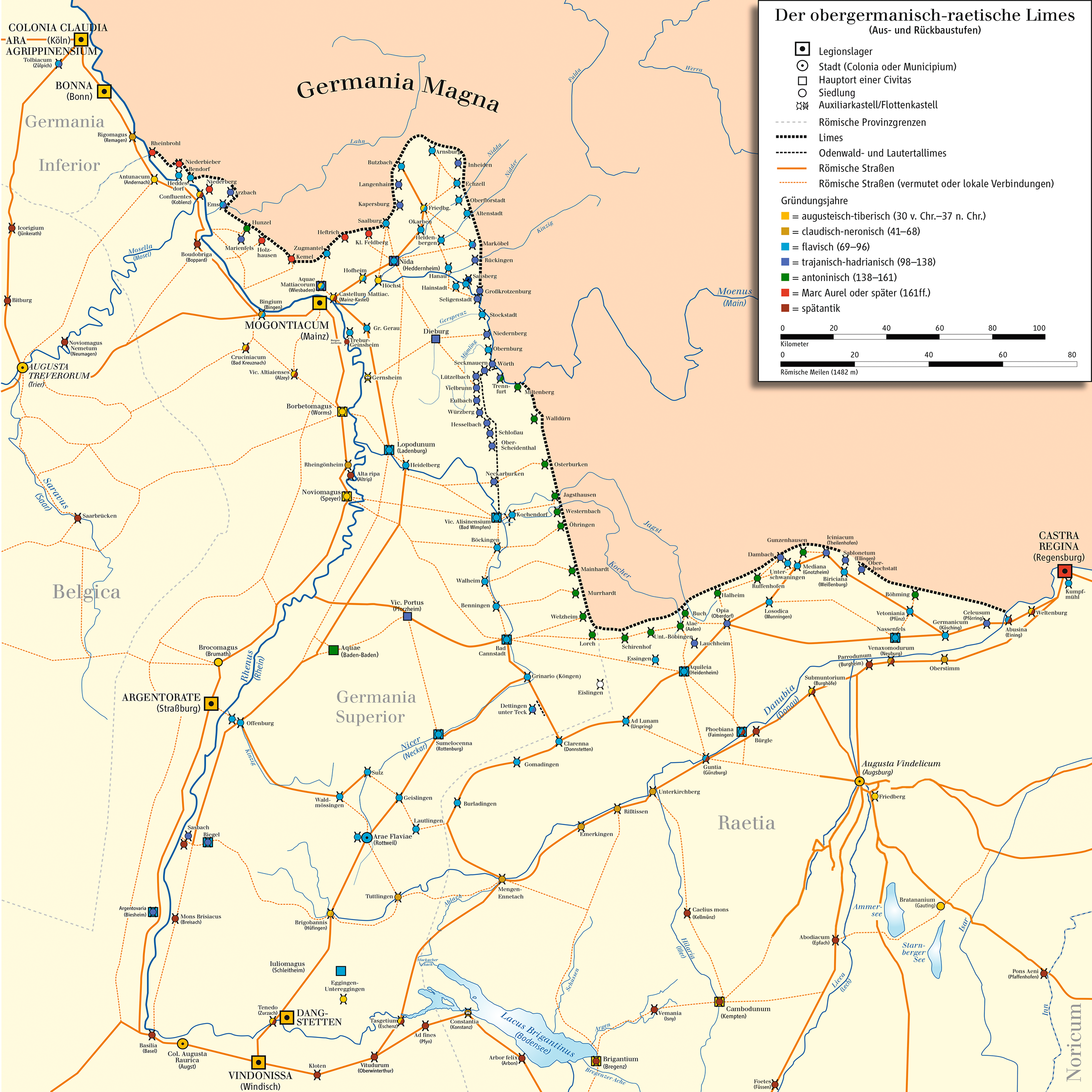
Limes de Germanie supérieure et de Rhétie.

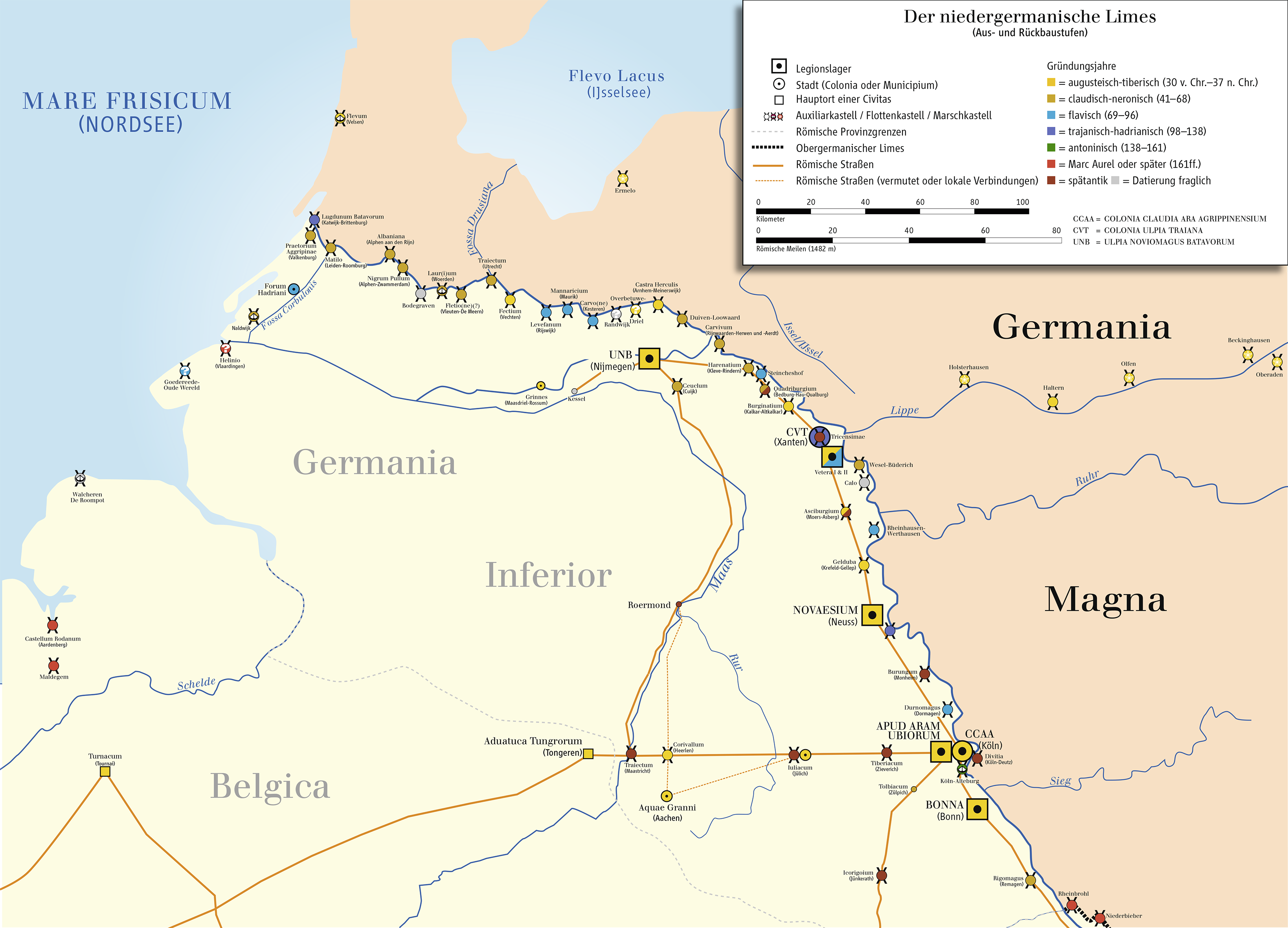
Limes rhénan en Germanie inférieure.

Le tracé du limes de Germanie supérieure et de Rhétie suit rarement les limites physiques que sont les cours d'eau et les lignes de crête, sauf sur un court tronçon qui passe sur le Main (Camp romain d'Obernburg).

## Fonction
Les limes romains n'avaient sans doute pas exclusivement une fonction défensive et n'avaient pas pour objet de rendre la frontière infranchissable. Les recherches récentes[Lesquelles ?] laissent penser qu'ils devaient également marquer, vis-à-vis de l'intérieur, la limite des espaces dans lesquels l'Empire assurait la sécurité. Rome étendait son influence bien au-delà et les échanges commerciaux étaient importants. On assistait même parfois à l'installation de légionnaires au-delà du limes ou au recrutement d'auxiliaires germains.
Certains chercheurs pensent que le limes aurait pu servir de rempart pour empêcher l'immigration illégale, et ils le comparent au système de clôture le long de la frontière américano-mexicaine.

## Abandon
Le limes germanique fut détruit par les attaques des Alamans en 258, qui occupèrent l'espace compris entre le Rhin et le Danube. Néanmoins, le retrait du limes germano-rhétique supérieur après la « crise du IIIe siècle après J.C. » ne semble pas avoir été nécessairement lié à un remplacement de la population locale par des peuples alamaniques, suggérant une continuité d'occupation durable. à la périphérie romaine dans la région du Rhin supérieur, comme le montre par exemple la communauté funéraire de Bâle-Waisenhaus (Suisse).
Une nouvelle ligne de défense fut organisée par Aurélien (270-275) le long du Rhin et de l'Iller, affluent du Danube, avec Brigantium (Brégence) comme camp militaire.

## Vestiges et muséologie
On voit encore des vestiges du limes entre Abensberg en Bavière et la région de Cologne. À Dinkelsbühl, le Musée du Limes d'Aalen expose la présence romaine au travers d'un camp de cavaliers avec des animations pédagogiques. Une tour reconstruite se trouve à Kastell Zugmantel, une porte et un pan de mur à Saalburg. Il existe aussi le musée de découverte « RömerWelt » sur le Caput Limitis (le début du limes de Germanie supérieure et de Rhétie) à Rheinbrohl.

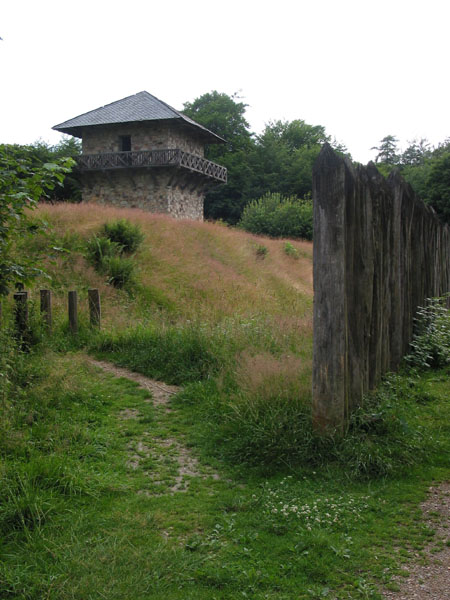
Tour au fort romain de Zugmantel.
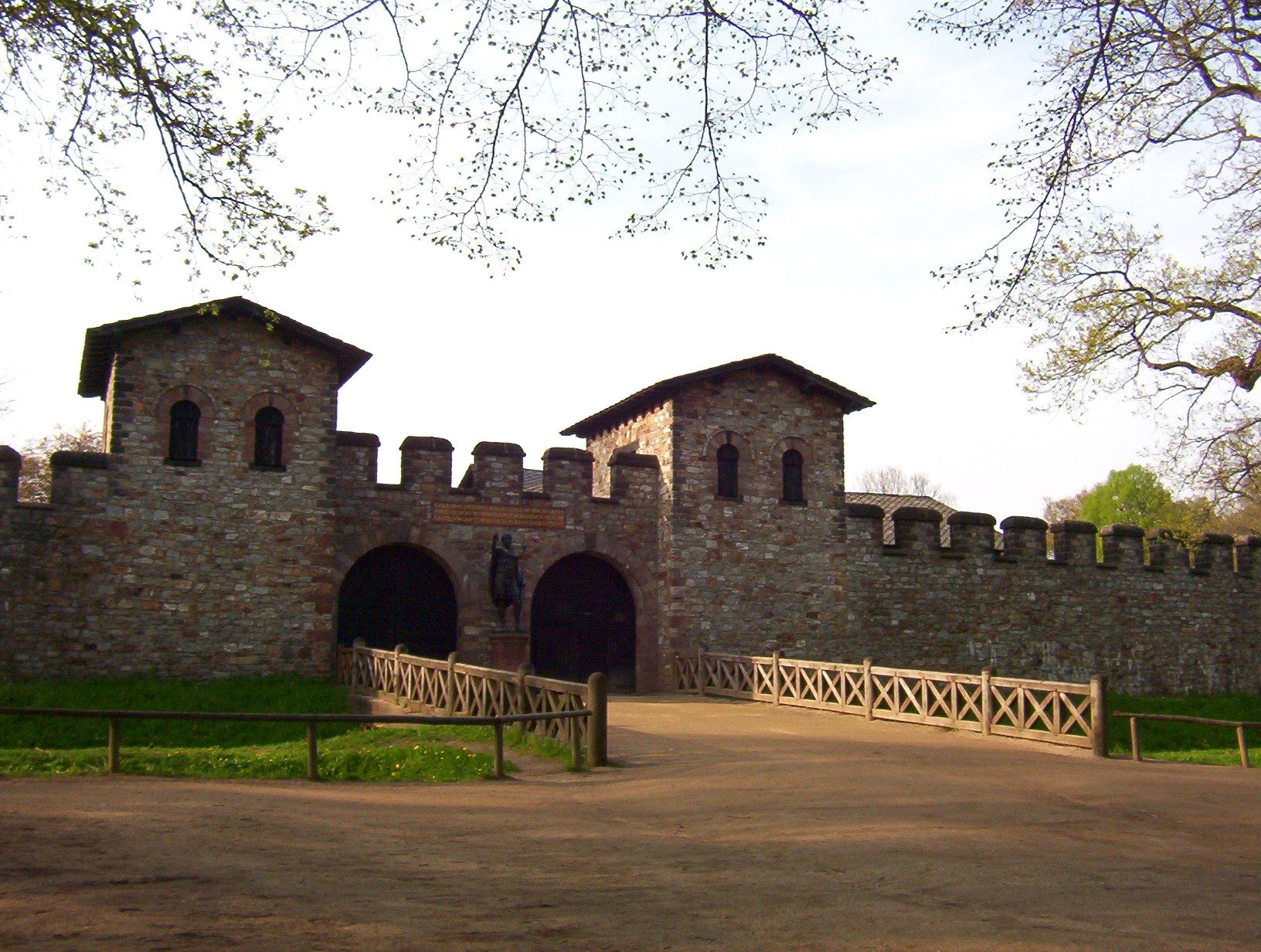
Entrée principale du fort romain de Saalburg.
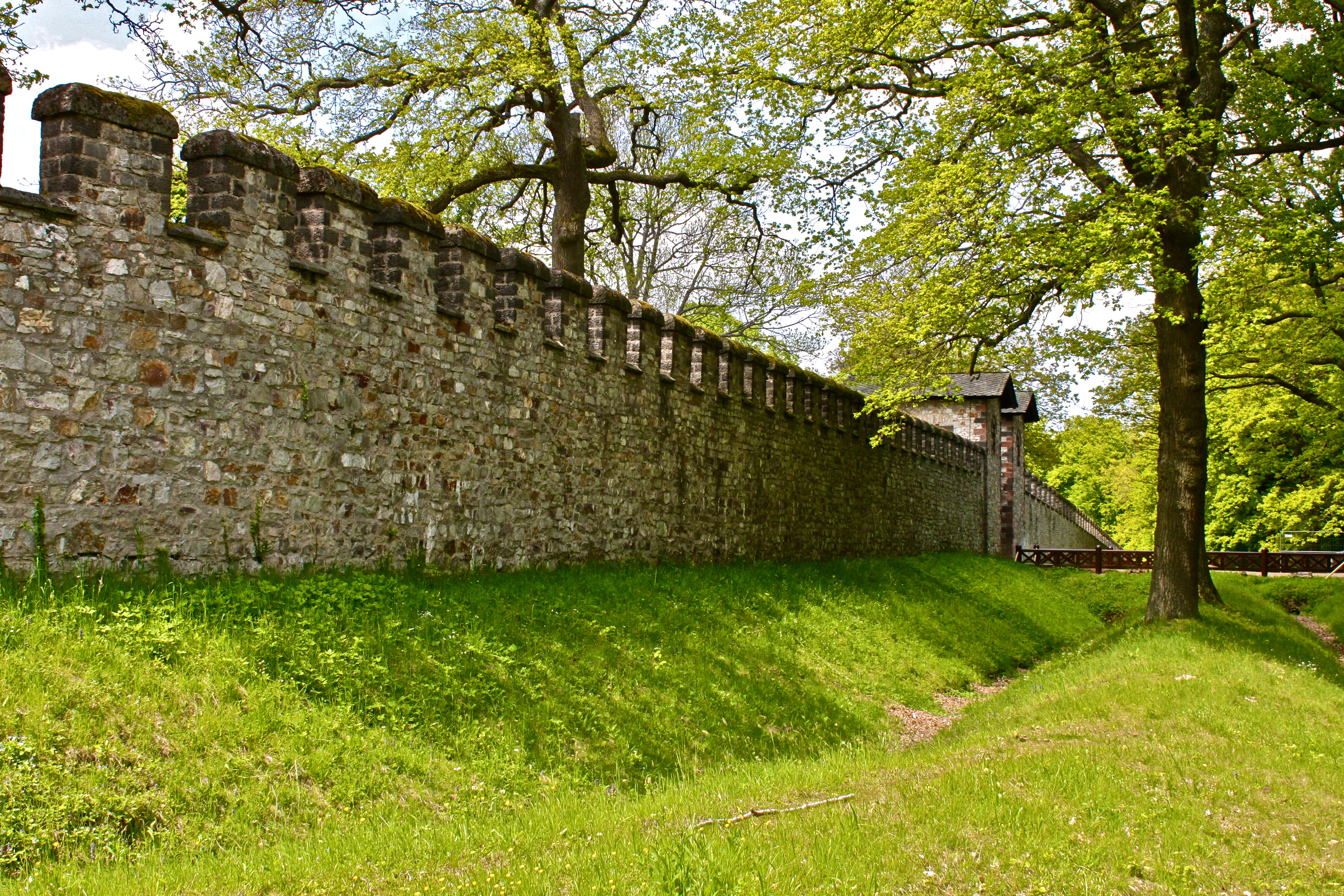
Mur d'enceinte du fort romain de Saalburg.
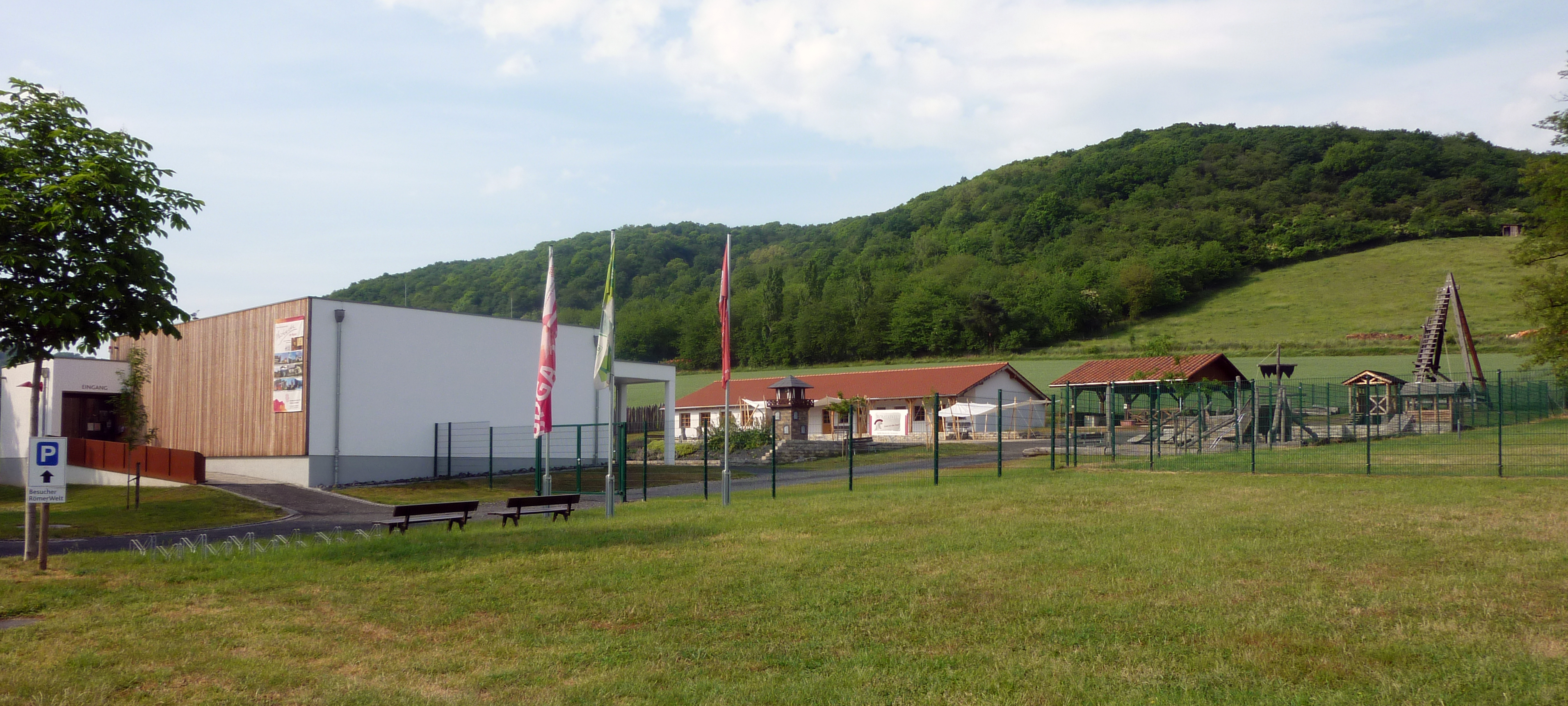
Le monde des Romains (Römerwelt) Musée à Rheinbrohl.

## DIRL (290-470)
Le Donau-Iller-Rhein-Limes (de) (DIRL) (Rehenus-Danuvius-Hilaria), est créé vers 290 après la chute du limes de Germanie supérieur-rhétien (vers 250), sur un territoire comprenant France, Allemagne, Autriche, Suisse et Liechtenstein.
Une première acception concerne uniquement le tronçon de Constance au Danube.
Une seconde acception comprend les tronçons Constance-Bâle, Bâle-Bingen et Haut-Danube.
Le DIRL sert moins de rempart que de réseau de postes de surveillance de zones tribales potentiellement hostiles, par les Limitanei (soldats des frontières), dans les provinces romaines de Maxima Sequanorum (Séquanaise) et de Rhétie.
- Liste des forts du Limes Danube-Iller-Rhin (de)